# Ola
Ola (en rus: Ола) és un poble (possiólok) de l'óblast de Magadan, a Rússia, que el 2019 tenia 6.117 habitants.